# 菲律賓儲備軍官訓練團
菲律賓儲備軍官訓練團（英語：Reserve Officers' Training Corps (Philippines)）是菲律賓國民服役訓練計劃（針對菲律賓大學生）的三個組成部分之一。菲律賓儲備軍官訓練團旨在為學生提供軍事教育和訓練，以使其做好保家衛國的準備。其具體目標包括讓大學生做好在緊急情況下在菲律賓武裝部隊服役的準備，並培訓他們成為預備役軍人。
菲律賓儲備軍官訓練團的畢業學員在菲律賓武裝部隊中服役。其通過基於績效的獎勵計劃向合格的學員提供獎學金福利，以換取他們在大學畢業後行使在預備役部隊服兵役的義務。
菲律賓儲備軍官訓練團學員像其他大學生一樣上大學，但也從各大學的儲備軍官訓練團之部門接受基本的軍事訓練和軍官培訓。